# Michael Winters
Michael Winters (Hartford (Connecticut), 21 februari 1945) is een Amerikaans acteur.

## Biografie
Winters heeft gestudeerd aan de Northwestern-universiteit in Illinois en studeerde in 1970 af.
Winters begon in 1987 met acteren in de film Eye on the Sparrow. Hierna heeft hij nog meerdere rollen gespeeld in films en televisieseries. Het meest bekend is hij van zijn rol als Taylor Doose in de televisieserie Gilmore Girls waar hij in 53 afleveringen speelde (2000-2007).
Winters is ook actief in het theater, hij speelde ook eenmaal op Broadway. In 2000 speelde hij in het toneelstuk Wrong Mountain in de rol van Guy Halperin.
Winters leeft nu in Seattle.

## Filmografie

### Films
Uitgezonderd korte films.
- 2019 ECCO - als Mulray
- 1999 Love Kills – als de advocaat
- 1998 Deep Impact – als man van NASA
- 1998 The Lake – als dr. Braden
- 1996 Pandora's Clock – als professor Ernest Helms
- 1993 And the Band Played On – als man van middelbare leeftijd
- 1993 Between Love and Hate – als Process Server
- 1993 The Temp – als handelaar
- 1993 The Hit List – als vingerafdruk afnemer
- 1987 Eye on the Sparrow – als opticien

### Televisieseries
Uitgezonderd eenmalige gastrollen.
- 2016 Gilmore Girls: A Year in the Life - als Taylor Doose - 3 afl.
- 2000 – 2007 Gilmore Girls – als Taylor Doose – 53 afl.
- 2006 Days of our Lives – als dr. Jim Finch – 3 afl.
- 1997 – 1998 Ally McBeal – als rechter Herbert Spitt – 3 afl.
- 1995 Grace Under Fire – als Danny – 2 afl.
- 1992 L.A. Law – als rechter Lester Knot – 2 afl.

- Gemeinsame Normdatei: 1062262255
- Virtual International Authority File: 94096786
- WorldCat: E39PBJd3HgJFp6yMkCDCK6RqcP